# TSV Oerlinghausen
Der TSV Oerlinghausen (offiziell: Turn- und Sportverein von 1863 e. V. Oerlinghausen) ist ein Sportverein aus Oerlinghausen im Kreis Lippe. Die erste Handballmannschaft der Frauen nahm einmal am DHB-Pokal der Frauen teil.

## Geschichte
Eine Gruppe Zigarrenmacher gründete im Jahre 1863 einen Turnverein, dessen Namen nicht überliefert ist. Im Jahre 1895 wurde der Arbeiter-Turn- und Sportverein Einigkeit Oerlinghausen gegründet, der im Jahre 1904 dem Arbeiterturnerbund beitrat. 1913 entstand mit dem FC Oerlinghausen ein erster reiner Fußballverein in der Stadt. Am 7. Februar 1919 kam es zur Neugründung des Oerlinghausener Turnvereins, dessen Fußballabteilung im Rahmen der Reinlichen Scheidung am 15. April 1920 als VfB Oerlinghausen eigenständig wurde.
Der ATV Einigkeit Oerlinghausen wurde am 4. November 1933 durch die Regierung des Freistaats Lippe aufgelöst. Nach dem Ende des Zweiten Weltkrieges wurde am 28. Juli 1945 als gemeinsamer Nachfolger der Vorkriegsvereine der Kultur- und Sportverein Oerlinghausen gegründet. Am 19. Oktober 1946 wurde daraus der TuS Oerlinghausen, bevor drei Jahre später daraus der TSV Oerlinghausen wurde. Seit dem 5. Januar 1962 trägt der Verein noch den Zusatz von 1863 im Vereinsnamen. Das Sportangebot umfasst die Abteilungen Fußball, Handball, Leichtathletik, Turnen, Tennis, Ju-Jutsu und Gymnastik/Tanz.

## Handball
Die Handballerinnen des TSV Oerlinghausen sind auch unter dem Beinamen Bergzicken bekannt. Im Jahre 2012 schaffte die Mannschaft den Aufstieg in die viertklassige Oberliga Westfalen und belegte in beiden Jahren nach dem Aufstieg jeweils den achten Platz. Ebenfalls in der Saison 2012/13 nahmen die  Oerlinghausener Handballerinnen zum ersten und bislang einzigen Mal am DHB-Pokal der Frauen teil. Dort unterlag die Mannschaft in der ersten Runde gegen den Drittligisten HSV Solingen-Gräfrath mit 14:41. Vor der Saison 2018/19 zog der Verein die Mannschaft aus der Oberliga Westfalen zurück.
In der Saison 2024/25 tritt die erste Mannschaft der Frauen in der Oberliga Westfalen und die erste Mannschaft der Männer in der Verbandsliga Westfalen an. Heimspielstätte ist die Sporthalle im Schulzentrum Oerlinghausen.

## Fußball
Erste fußballerische Erfolge konnte der Vorgängerverein VfB Oerlinghausen für sich verbuchen, der von 1931 bis 1933 in der seinerzeit zweitklassigen 1. Bezirksklasse Westfalen spielte. Nach dem Ende des Zweiten Weltkrieges stieg die Mannschaft im Jahre 1949 in die Bezirksklasse auf. Dort wurde die Mannschaft 1954 Dritter und zwei Jahre später Vizemeister hinter dem TBV Lemgo. Durch die gleichzeitig als neue höchste westfälische Amateurliga einführte Verbandsliga reichte der zweite Platz zum Aufstieg in die seinerzeit viertklassige Landesliga. 
Gleichzeitig qualifizierten sich die Oerlinghausener für den Westdeutschen Pokal, wo die Mannschaft dem Zweitligisten SpVgg Erkenschwick nur knapp mit 0:1 unterlag. In der Landesliga beendeten die TSV-Fußballer die Saison 1956/57 punktgleich mit Teutonia Lippstadt hinter dem Meister Borussia Lippstadt. Um den Teilnehmer an der Aufstiegsrunde der Vizemeister zur Verbandsliga zu ermitteln, wurde im neutralen Gütersloh ein Entscheidungsspiel angesetzt. Hier setzte sich die Teutonia mit 4:2 durch.
Damit erreichten die Oerlinghausener Fußballer ihren sportlichen Zenit. Schon im Jahre 1960 stieg die Mannschaft als Tabellenletzter aus der Landesliga wieder ab. Erst 1975 feierten die Oerlinghausener ein Comeback in der Landesliga, dass allerdings nach nur einem Jahr als abgeschlagener Tabellenletzter wieder vorbei war. 1979 ging es hinunter in die Kreisliga A, die für viele Jahre zur sportlichen Heimat des TSV wurde. Gastspiele in der Bezirksliga gab es in der Saison 1988/89, von 1996 bis 2000 sowie in der Saison 2002/03. Erst im Jahre 2014 gelang der Wiederaufstieg in die Bezirksliga.
Im Jahre 2023 stiegen die Oerlinghausener in die Landesliga auf, schaffte in der folgenden Saison den Klassenerhalt nur aufgrund des freiwilligen Rückzugs des SCV Neuenbeken. Ein Jahr später stieg der Verein aus der Landesliga ab und verzichtete auf eine Teilnahme an der Bezirksligasaison 2025/26.

## Persönlichkeiten
- Nils Torbrügge
- Henri Weigelt